# Akron Art Museum
Akron Art Museum est un musée d'art situé à Akron dans l'Ohio aux États-Unis.

## Historique
Le musée a été ouvert en 1922 au sous-sol de la bibliothèque municipale. L'entreprise d'architecture Coop Himmelb(l)au conçoit un nouveau bâtiment de 6 000 m2, près du musée actuel, sur l'emplacement d'un ancien bureau de poste construit en 1899. La galerie va ainsi passer de 750 m2 à 1 950 m2.

## Sources
- (en) Cet article est partiellement ou en totalité issu de l’article de Wikipédia en anglais intitulé « Akron_Art_Museum » (voir la liste des auteurs).